# Джильято
Джильято (итал. Gigliato — украшенный лилиями) — средневековая итальянская монета.
Первые джильято представляли собой неаполитанские карлино времён правления Карла II Анжуйского с характерным изображением. На аверсе находилась фигура сидящего на троне короля (в подражание римским гроссо XIII столетия). Реверс содержал украшенный лилиями крест, из-за которого монета и получила своё название. 
Джильято преемника Карла II Анжуйского короля Неаполя Роберта Мудрого получили широкое распространение в бассейне Средиземного моря, особенно в Леванте, в XIV столетии. Эти монеты также известны под названием «робертино». Подражания джильято чеканили в Бургундском королевстве, королевстве Венгрия, на островах Хиос, Родос, Авиньоне и других местах средневековой Европы и Азии. При весе около 4 г и содержании чистого серебра 3,72 г джильято стали одними из самых популярных и распространённых серебряных монет в бассейне Средиземного моря во время позднего Средневековья.
В просторечии джильято могли называть не только серебряные монеты Неаполитанского королевства, но и другие денежные знаки с изображённой на них лилией, в том числе и золотые флорины.